# علي البهلول
علي حمزة أحمد سليمان البهلول (ولد في 11 سبتمبر 1969 في الحديدة باليمن) هو مواطن يمني اُعتقل منذ عام 2002 في معتقل غوانتانامو الأمريكي في كوبا. أدين في نوفمبر 2008 لارتباطه بمؤسس تنظيم القاعدة أسامة بن لادن، وحكم عليه بالسجن مدى الحياة من قبل محكمة عسكرية مكونة من تسعة ضباط جيش. ألغت محكمة الاستئناف في مقاطعة كولومبيا أغلب العقوبات من عليه في 25 يناير 2013.

## خلفية
تصفه السلطات الأمريكية أنه مدير العلاقات العامة في تنظيم القاعدة، وأنه منتج أغلب الأشرطة الدعائية والإصدارات التابعة للقاعدة، واجه اتهامات من قبل اللجان العسكرية في غوانتانامو، والتي ألغتها المحكمة العليا في الولايات المتحدة وحكمت أنها غير دستورية، قام السلطات الأمريكية بحبسه في السجن الانفرادي في عام 2004.

## وصلات خارجية
- "الحكم مدى الحياة لتبرير فشل محاكمات غوانتانامو"، أندي ورثينجتون، 3 نوفمبر 2008
- "من هم السجناء المتبقين في غوانتانامو؟ الجزء الأول، أندي ورثينجتون، 15 سبتمبر 2010